# 座右の銘
座右の銘（ざゆうのめい）は、古代中国からの言葉。

## 概要
常に自らの身近に置いて、日常の自らの戒めとする文章や言葉のことをいう。座右とは座席の右側のことで身近や側や傍らという意味を持つ。銘とは戒めなどの心に刻み込んだ言葉のことをいう。

## 歴史

### 中国
この言葉は後漢の時代の文人であった崔寔が書いた文章の題であった。この文章の原文は二百字程度の文章であり、他人の短所を指摘するなや、自分の長所を自慢するななどといったことが書かれていた。崔寔自身は実際にこの文章を自らの座る場所の右側に書き記しておいて、常に自らの戒めとしていた。

### 日本
崔寔が書いた文章は遣唐使として中国に渡った空海が書き写して日本に伝来する。空海が書き写した文章は全てが宝亀院に伝来したものの、その多くが散逸してしまい現在では44文字が残るのみとなっている。